# Primera División 2007 (Paraguay)
In 2007 werd het 102de seizoen gespeeld van de Primera División, de hoogste voetbalklasse van Paraguay. Het seizoen werd opgesplitst in een Torneo Apertura (16 februari – 7 juli) en een Torneo Clausura (3 augustus – 2 december). Het was de laatste keer dat de strijd om het landskampioenschap werd beslist door een finale tussen de winnaar van het voorseizoen en de winnaar van het naseizoen.

## Torneo Apertura

### Eindstand
| №  | Club                | WG | W  | G | V  | DV | DT | +/– | Punten |
| -- | ------------------- | -- | -- | - | -- | -- | -- | --- | ------ |
| 1  | Sportivo Luqueño    | 22 | 14 | 5 | 3  | 45 | 22 | +23 | 47     |
| 2  | Cerro Porteño       | 22 | 13 | 4 | 5  | 42 | 18 | +24 | 43     |
| 3  | Libertad            | 22 | 11 | 7 | 4  | 30 | 16 | +14 | 40     |
| 4  | Olimpia             | 22 | 10 | 8 | 4  | 29 | 21 | +8  | 38     |
| 5  | 3 de Febrero        | 22 | 8  | 6 | 8  | 23 | 25 | –2  | 30     |
| 6  | Nacional            | 22 | 6  | 8 | 8  | 25 | 23 | +2  | 26     |
| 7  | Tacuary             | 22 | 7  | 5 | 10 | 20 | 32 | –12 | 26     |
| 8  | Sportivo Trinidense | 22 | 6  | 6 | 10 | 24 | 39 | –15 | 24     |
| 9  | Sol de América      | 22 | 5  | 8 | 9  | 19 | 29 | –10 | 23     |
| 10 | 12 de Octubre       | 22 | 6  | 5 | 11 | 27 | 38 | –11 | 23     |
| 11 | 2 de Mayo           | 22 | 4  | 9 | 9  | 24 | 32 | –8  | 21     |
| 12 | Guaraní             | 22 | 3  | 7 | 12 | 26 | 39 | –13 | 16     |

## Torneo Clausura

### Eindstand
| №  | Club                | WG | W  | G | V  | DV | DT | +/– | Punten |
| -- | ------------------- | -- | -- | - | -- | -- | -- | --- | ------ |
| 1  | Libertad            | 22 | 17 | 4 | 1  | 36 | 14 | +22 | 55     |
| 2  | Cerro Porteño       | 22 | 15 | 4 | 3  | 52 | 21 | +31 | 49     |
| 3  | Olimpia             | 22 | 11 | 5 | 6  | 33 | 23 | +10 | 38     |
| 4  | Sol de América      | 22 | 9  | 7 | 6  | 32 | 24 | +8  | 34     |
| 5  | Nacional            | 22 | 9  | 7 | 6  | 37 | 30 | +7  | 34     |
| 6  | 12 de Octubre       | 22 | 7  | 5 | 10 | 23 | 29 | –6  | 26     |
| 7  | Guaraní             | 22 | 6  | 7 | 9  | 24 | 27 | –3  | 25     |
| 8  | Tacuary             | 22 | 6  | 7 | 9  | 25 | 29 | –4  | 25     |
| 9  | Sportivo Trinidense | 22 | 5  | 9 | 8  | 15 | 18 | –3  | 24     |
| 10 | Sportivo Luqueño    | 22 | 5  | 4 | 13 | 24 | 41 | –17 | 19     |
| 11 | 3 de Febrero        | 22 | 5  | 4 | 13 | 21 | 41 | –20 | 19     |
| 12 | 2 de Mayo           | 22 | 2  | 7 | 13 | 16 | 41 | –25 | 13     |

## Degradatie
Welke twee clubs aan het einde van het seizoen degraderen naar de División Intermedia werd bepaald aan de hand van het aantal behaalde punten per wedstrijd in de laatste drie seizoenen. Op basis daarvan viel ditmaal het doek voor nieuwkomer Sportivo Trinidense. Club 12 de Octubre was  veroordeeld tot het spelen van een play-off promotie/degradatie tegen General Díaz, de nummer twee van de División Intermedia.
| №  | Club                | 2005 Pnt | 2006 Pnt | 2007 Pnt | Totaal Pnt | Totaal Wed. | Gem.  |
| -- | ------------------- | -------- | -------- | -------- | ---------- | ----------- | ----- |
| 1  | Cerro Porteño       | 72       | 92       | 92       | 256        | 120         | 2,133 |
| 2  | Libertad            | 51       | 83       | 95       | 229        | 120         | 1,908 |
| 3  | Nacional            | 57       | 53       | 60       | 170        | 120         | 1,417 |
| 3  | Olimpia             | 44       | 50       | 76       | 170        | 120         | 1,417 |
| 5  | Sportivo Luqueño    | 42       | 56       | 66       | 164        | 120         | 1,367 |
| 5  | Tacuary             | 47       | 66       | 51       | 164        | 120         | 1,367 |
| 7  | Sol de América      | —        | —        | 57       | 57         | 44          | 1,295 |
| 8  | 3 de Febrero        | 56       | 36       | 49       | 141        | 120         | 1,175 |
| 9  | Guaraní             | 51       | 42       | 41       | 134        | 120         | 1,117 |
| 10 | 2 de Mayo           | -        | 58       | 34       | 92         | 84          | 1,095 |
| 11 | 12 de Octubre       | 40       | 42       | 49       | 131        | 120         | 1,092 |
| 12 | Sportivo Trinidense | —        | —        | 48       | 48         | 44          | 1,091 |

## Play-offs

### Kampioenschap
|                      |                  |       |          |                                                                               |
| 9 december 18:00 uur | Sportivo Luqueño | 1 – 1 | Libertad | Estadio Feliciano Cáceres Toeschouwers: 7.560 Scheidsrechter: Carlos Amarilla |
| 9 december 18:00 uur |                  |       |          | Estadio Feliciano Cáceres Toeschouwers: 7.560 Scheidsrechter: Carlos Amarilla |

|                       |          |       |                  |                                                                                  |
| 14 december 19:00 uur | Libertad | 2 – 0 | Sportivo Luqueño | Estadio Defensores del Chaco Toeschouwers: 8.094 Scheidsrechter: Carlos Amarilla |
| 14 december 19:00 uur |          |       |                  | Estadio Defensores del Chaco Toeschouwers: 8.094 Scheidsrechter: Carlos Amarilla |

### Promotie/degradatie
|                      |              |       |               |  |
| 8 december 19:30 uur | General Díaz | 2 – 1 | 12 de Octubre |  |
| 8 december 19:30 uur |              |       |               |  |

|                       |               |       |              |  |
| 15 december 20:30 uur | 12 de Octubre | 4 – 2 | General Díaz |  |
| 15 december 20:30 uur |               |       |              |  |